# Ӽ
Ӽ, ӽ или Х с ченгелче е буква от кирилицата. Използва се в ителменския и нивхския език, където обозначава беззвучна мъжечна проходна съгласна /χ/. Буквата произлиза от кирилското Х, на което е добавено ченгелче. Понякога, заради липсата ѝ в много от шрифтовете, вместо нея се използва буквата Ҳ

## Кодове
| Буква  | Уникод |
| ------ | ------ |
| Главна | U+04FC |
| Малка  | U+04FD |

В други кодировки буквата Ӽ отсъства.